# Sofia Black-D'Elia
Sofia Black-D'Elia, née le 24 décembre 1991 à Summit dans le New Jersey, est une actrice américaine.

## Biographie
Sofia Black D'Elia commence à jouer la comédie à cinq ans au théâtre de Broadway.  
À 17 ans, elle obtient le rôle de Bailey Wells dans le soap opera La Force du destin et se fait remarquer par le rôle de Tea Marvelli dans le teen drama Skins,. Il s'agit de l'adaptation américaine de la série télévisée anglaise du même nom. Dès lors, elle apparaît régulièrement à la télévision.   
En 2011, elle apparaît dans le clip The Chase is On d'Hoodie Allen. Elle joue dans la dernière saison de la série télévisée Gossip Girl, les éphémères Betrayal, et The Messengers. Dans cette dernière, elle incarne un messager de dieu, capable de guérir les personnes, afin d'arrêter l'Apocalypse.  
En 2016, elle est à l'affiche de la mini-série dramatique The Night Of.  
Parallèlement, elle fait quelques incursions sur le grand écran, en étant à l'affiche de longs métrages comme The Immigrant, Projet Almanac, Viral et Ben-Hur.  
De 2017 à 2018, elle tient le rôle de Sabrina Pemberton dans la série télévisée comique Very Bad Nanny. 

## Filmographie

### Cinéma

#### Courts métrages
- 2012 : Somewhere Road de Ryan Sloan et Robert Spat : Erika
- 2016 : 10 Crosby : la mère de Ronnie

#### Longs métrages
- 2013 : The Immigrant de James Gray : Not Magda
- 2014 : Born of War de Vicky Jewson : Mina
- 2015 : Projet Almanac de Dean Israelite : Jessie Pierce
- 2016 : Viral de Ariel Schulman et Henry Joost : Emma Drakeford
- 2016 : Ben-Hur de Timur Bekmambetov : Tirzah
- 2021 : À tous les garçons : Toujours et à jamais, Lara Jean (To All the Boys: Always and Forever, Lara Jean) de Michael Fimognari : Heather

### Télévision

#### Séries télévisées
- 2009–2010 : La Force du destin: Bailey Wells (28 épisodes)
- 2011 : Skins Web épisode : Tea Marvelli (Web-série, 3 épisodes)
- 2011 : Skins : Tea Marvelli (10 épisodes)
- 2012 : Gossip Girl : Natasha "Sage" Spence (saison 6, 9 épisodes)
- 2013 : Betrayal : Jules Whiteman (4 épisodes)
- 2015 : The Messengers : Erin Calder (13 épisodes)
- 2016 : The Night Of : Andrea Cornish (Mini-série, 6 épisodes)
- 2016 : Invisible : Tatiana Ashland (6 épisodes)
- 2017–2018 : Very Bad Nanny : Sabrina Pemberton (37 épisodes)
- 2019 : Your Honor : Frannie (10 épisodes)
- 2022 : Single Drunk Female : Samantha Fink